# Marc de Ranse
Marc de Ranse, né le 20 avril 1881 au château de Ranse sur la commune d'Aiguillon en Aquitaine et mort le 12 février 1951 à Agen, est un pianiste, organiste, maître de chapelle, chef de chœur et compositeur français.

## Biographie
Marc de Ranse fut l'élève de Vincent d’Indy à la Schola Cantorum de Paris. Sa vocation artistique prit naissance au Collège Saint-Caprais d’Agen, où il rencontra Joseph Schluty (1829-1920), organiste de la Cathédrale Saint-Caprais d'Agen.
En 1897, Marc de Ranse part pour Paris, pour y poursuivre des études musicales. Il sera étudiant pendant près de dix ans (1897-1907) à la Schola Cantorum avec une interruption entre 1902 et 1905 en raison du service militaire), Il eut pour professeurs, Vincent d’Indy (composition), Léon de Saint-Réquier puis Fernand de la Tombelle (harmonie), Albert Roussel (contrepoint), Gabriel Grovlez (piano), Charles Bordes (ensemble vocal), Abel Decaux (orgue 1er degré), Alexandre Guilmant (orgue supérieur), Amédée Gastoué (études grégoriennes).
Après sa formation musicale, il entame une carrière de musicien d'églises. Il composa pièces pour orgue ou harmonium. Il fut cofondateur avec Joseph Boulnois des Concerts spirituels de Saint-Louis d'Antin.
Lors de la Première Guerre mondiale, il rejoint le front. Il est blessé et fait prisonnier en Belgique. Malade durant sa captivité, les Allemands l'envoient en Suisse, en 1916, dans la région de Montreux pour se faire soigner. Il prend alors la direction de l’Orchestre Symphonique des Internés Alliés.
Revenu à Paris en 1919, il reprend sa fonction d'organiste dans les églises parisiennes. Il dirigea ensuite l'Institut grégorien de Paris de 1929 à 1933. Le 25 mai 1929, il participe à la réception du nouvel orgue de l'église du Val-de-Grâce avec Achille Philipp, titulaire, André Marchal et Jean Huré.
Il ne cessa de composer de nombreuses œuvres, touchant à tous les registres musicaux : piano seul et piano à 4 mains, musique de scène, harmonium ou orgue sans pédale, grand orgue, musique de chambre, musique symphonique, Travaux d’orchestration et musique vocale.
En 1921, il devint chef de chœur et fonde le "Chœur Mixte de Paris", chœur professionnel prêtant son concours à l’activité de concert des grandes associations de musique symphonique de la capitale (Concerts du Conservatoire, Concerts Lamoureux, Concerts Pasdeloup).
En 1927, avec l'aide de Gustave Daumas, Carlo Boller et Paul Doncœur, il publie la première version du recueil de chant populaire Roland.
En 1933, Marc de Ranse décida, pour des raisons à la fois professionnelles et personnelles, de quitter Paris pour regagner définitivement sa ville natale d'Aiguillon. Il avait hérité du titre de baron à la mort de son père en 1924 et fait chevalier de la Légion d’Honneur en 1934.